# Phlogochroa flavomacula
Phlogochroa flavomacula là một loài bướm đêm trong họ Noctuidae.